# Ingalhalli, Hubli
Ingalhalli là một làng thuộc tehsil Hubli, huyện Dharwad, bang Karnataka, Ấn Độ.